# B-symtom
B-symtom är en grupp av tre symtom som är vanligt förekommande vid lymfom men kan även förekomma vid andra typer av cancer eller sjukdomar. De tre symtomen är ihållande oförklarlig feber, nattliga svettningar och oavsiktig viktnedgång. Dessa symtom kan förekomma både vid Hodgkins lymfom och non-Hodgkins lymfom. Symtom är inte specifika för lymfom, särskilt vart och ett av dem individuellt, och även som trio är de inte patognomoniska för lymfom. Dock är närvaro av B-symtom tillräckligt känsligt för att motivera vidare utredning där lymfom är en differentialdiagnos. Närvaron eller frånvaron av B-symtom har även prognostisk betydelse vid lymfom och återspeglas i deras stadieindelning.

## Symtom
De tre symtom som ingår är:
- Oförklarlig ihållande feber (över 38 °C)
- Nattliga svettningar (av den graden att man behöver byta sängkläder)
- Ofrivillig viktnedgång (10% av kroppsvikten senaste 6 månaderna)

## Prognostisk betydelse
Närvaron av B-symtom är en markör för mer avancerad sjukdom med systemisk påverkan. B-symtom är en tydlig negativ prognostisk faktor vid Hodgkins lymfom. Relevansen av B-symtom vid non-Hodgkin-lymfom är mindre tydlig, även om B-symtom tenderar att korrelera med sjukdom som antingen är mer utbredd eller av högre histologisk grad.